# Tijjani Reijnders
Tijjani Martinus Jan Reijnders ([tiˈdʒani ˈrɛi̯ndərs], sinh ngày 29 tháng 7 năm 1998) là một cầu thủ bóng đá chuyên nghiệp người Hà Lan hiện đang thi đấu ở vị trí tiền vệ cho câu lạc bộ Premier League Manchester City và đội tuyển bóng đá quốc gia Hà Lan.
Sau khi khoác áo nhiều đội trẻ Hà Lan, Reijnders bắt đầu sự nghiệp tại câu lạc bộ quê nhà PEC Zwolle, trước khi chuyển sang câu lạc bộ Hà Lan khác AZ Alkmaar vào mùa giải 2017−18. Anh sau đó được cho RKC Waalwijk mượn đến hết mùa giải 2019−20, rồi trở lại AZ và trở thành trụ cột. Anh ký hợp đồng với AC Milan vào mùa hè 2023 và giành Supercoppa Italiana 2024–25. Sau hai năm thi đấu tại Ý, anh gia nhập Manchester City vào năm 2025.
Reijnders là cầu thủ quốc tế Hà Lan, từng thi đấu từ cấp đội trẻ U-20 trở lên. Anh ra mắt đội tuyển quốc gia vào tháng 9 năm 2023.

## Sự nghiệp câu lạc bộ

### Khởi đầu sự nghiệp
Reijnders bắt đầu sự nghiệp bóng đá từ khi còn nhỏ, gia nhập đội trẻ FC Twente. Anh thi đấu tại FC Twente đến đội U-17 trước khi chuyển sang CSV '28 và thi đấu trong một năm từ 2015 đến 2016.
Năm 2016, Reijnders gia nhập đội U-19 PEC Zwolle và sau đó được đôn lên đội một của câu lạc bộ Eredivisie. Anh chỉ thi đấu một mùa giải tại PEC Zwolle.

### AZ Alkmaar
Năm 2017, sự nghiệp của Reijnders phát triển nhanh chóng. Từ công việc tại siêu thị địa phương và tập luyện ở Zwolle, anh chuyển sang đội U-21 của AZ và được thăng lên đội một chuyên nghiệp vào năm 2018.
Năm 2020, anh được cho RKC Waalwijk mượn từ tháng 1 đến tháng 6. Sau đó, Reijnders trở lại AZ và trở thành trụ cột, góp mặt tại bán kết Europa Conference League 2022–23. Anh được bầu vào Eredivisie Team of the Month vào tháng 9 năm 2022 và tháng 4 năm 2023.

### AC Milan
Ngày 19 tháng 7 năm 2023, Reijnders gia nhập câu lạc bộ Serie A AC Milan, ký hợp đồng năm năm đến tháng 6 năm 2028. Ngày 21 tháng 8, anh có lần ra sân chính thức đầu tiên cho Rossoneri trong trận đấu Serie A gặp Bologna. Ngày 11 tháng 11, trong trận gặp Lecce tại Stadio Via del mare, Reijnders ghi bàn thắng đầu tiên cho Milan. Ngày 3 tháng 3 năm 2025, AC Milan thông báo Reijnders ký gia hạn hợp đồng đến ngày 30 tháng 6 năm 2030.
Reijnders được bình chọn vào Serie A Team of the Season 2024–25 và được bầu là Tiền vệ xuất sắc nhất của Serie A mùa giải 2024–25.

### Manchester City
Ngày 11 tháng 6 năm 2025, câu lạc bộ Manchester City thông báo chiêu mộ Reijnders theo hợp đồng năm năm, trị giá ước tính 46,5 triệu bảng Anh.

## Sự nghiệp quốc tế
Trước khi được gọi tập trung lần đầu lên đội tuyển quốc gia Hà Lan vào tháng 6 năm 2023 cho UEFA Nations League Finals, Reijnders cũng có thể thi đấu cho Đội tuyển Indonesia vì mẹ của anh là người Indonesia, nhưng anh chọn khoác áo quê hương của bố mình là Hà Lan.
Ngày 7 tháng 9 năm 2023, Reijnders ra mắt đội tuyển Hà Lan trong chiến thắng 3–0 trước Hy Lạp tại vòng loại UEFA Euro 2024. Ngày 13 tháng 10, anh có lần ra sân chính thức đầu tiên khi Hà Lan thua 1–2 trước Pháp trong cùng vòng loại.
Reijnders ghi bàn quốc tế đầu tiên cho đội tuyển Hà Lan trong chiến thắng 4–0 trước Scotland tại Sân Johan Cruyff vào ngày 22 tháng 3 năm 2024.
Ngày 29 tháng 5 năm 2024, Reijnders được gọi vào danh sách đội tuyển Hà Lan tham dự UEFA Euro 2024.

## Phong cách chơi bóng
Reijnders là tiền vệ trung tâm cơ động, có xu hướng dâng cao vào khu vực 1/3 cuối sân đối phương và vòng cấm để dứt điểm hoặc gây áp lực lên đối thủ.
Sau khi chuyển đến Milan, anh ngay lập tức được huấn luyện viên Stefano Pioli đưa vào đội hình xuất phát ở vị trí tiền vệ trung tâm lệch trái, hay còn gọi là mezzala tại Ý, trong sơ đồ 4–3–3. Anh cũng thi đấu trong vai trò cặp tiền vệ trung tâm đôi trong sơ đồ 4–2–3–1, chủ yếu lệch trái mặc dù thuận chân phải.
Theo Reijnders, lý do chiến thuật đóng vai trò quan trọng khi anh chọn AC Milan thay vì Barcelona, vì vị trí dự kiến ở Barcelona sẽ hạn chế khả năng di chuyển của anh.

## Đời tư
Reijnders là con trai của cựu cầu thủ Martin Reijnders và là anh trai của Eliano Reijnders, cầu thủ chuyên nghiệp đang thi đấu cho PEC Zwolle. Reijnders có 1 nửa dòng máu Indonesia từ mẹ của mình.

## Thống kê sự nghiệp

### Câu lạc bộ
Tính đến 25 tháng 5 năm 2024
| Câu lạc bộ          | Mùa giải            | Giải vô địch        | Giải vô địch | Giải vô địch | Cúp quốc gia | Cúp quốc gia | Châu lục | Châu lục | Tổng cộng | Tổng cộng |
| Câu lạc bộ          | Mùa giải            | Hạng đấu            | Trận         | Bàn          | Trận         | Bàn          | Trận     | Bàn      | Trận      | Bàn       |
| ------------------- | ------------------- | ------------------- | ------------ | ------------ | ------------ | ------------ | -------- | -------- | --------- | --------- |
| PEC Zwolle          | 2017–18             | Eredivisie          | 1            | 0            | —            | —            | —        | —        | 1         | 0         |
| Jong AZ             | 2017–18             | Eerste Divisie      | 32           | 6            | —            | —            | —        | —        | 32        | 6         |
| Jong AZ             | 2018–19             | Eerste Divisie      | 36           | 8            | —            | —            | —        | —        | 36        | 8         |
| Jong AZ             | 2019–20             | Eerste Divisie      | 16           | 3            | —            | —            | —        | —        | 16        | 3         |
| Jong AZ             | 2020–21             | Eerste Divisie      | 8            | 2            | —            | —            | —        | —        | 8         | 2         |
| Jong AZ             | Tổng cộng           | Tổng cộng           | 92           | 19           | —            | —            | —        | —        | 92        | 19        |
| AZ                  | 2017–18             | Eredivisie          | 1            | 0            | —            | —            | —        | —        | 1         | 0         |
| AZ                  | 2018–19             | Eredivisie          | 0            | 0            | 1            | 0            | —        | —        | 1         | 0         |
| AZ                  | 2019–20             | Eredivisie          | 3            | 0            | —            | —            | —        | —        | 3         | 0         |
| AZ                  | 2020–21             | Eredivisie          | 22           | 0            | 0            | 0            | —        | —        | 22        | 0         |
| AZ                  | 2021–22             | Eredivisie          | 36           | 6            | 4            | 0            | 7        | 0        | 47        | 6         |
| AZ                  | 2022–23             | Eredivisie          | 34           | 3            | 2            | 0            | 18       | 4        | 54        | 7         |
| AZ                  | Tổng cộng           | Tổng cộng           | 96           | 9            | 7            | 0            | 25       | 4        | 128       | 13        |
| RKC Waalwijk (mượn) | 2019–20             | Eredivisie          | 8            | 0            | —            | —            | —        | —        | 8         | 0         |
| AC Milan            | 2023–24             | Serie A             | 36           | 3            | 2            | 0            | 12       | 1        | 50        | 4         |
| Tổng cộng sự nghiệp | Tổng cộng sự nghiệp | Tổng cộng sự nghiệp | 233          | 31           | 9            | 0            | 37       | 5        | 279       | 36        |

1. ↑  Bao gồm KNVB Cup và Coppa Italia
2. 1 2  Số lần ra sân tại UEFA Europa Conference League
3. ↑  Sáu lần ra sân tại UEFA Champions League, sáu lần ra sân và một bàn thắng tại UEFA Europa League

### Quốc tế
Tính đến 21 tháng 6 năm 2024
| Đội tuyển quốc gia | Năm       | Trận | Bàn |
| ------------------ | --------- | ---- | --- |
| Hà Lan             | 2023      | 6    | 0   |
| Hà Lan             | 2024      | 5    | 1   |
| Tổng cộng          | Tổng cộng | 11   | 1   |

Tỷ số và kết quả liệt kê bàn thắng của Hà Lan được để trước, cột tỷ số cho biết tỷ số sau mỗi bàn thắng của Reijnders.
| Số | Ngày                | Sân vận động                          | Trận | Đối thủ              | Bàn thắng | Kết quả | Giải đấu                      |
| -- | ------------------- | ------------------------------------- | ---- | -------------------- | --------- | ------- | ----------------------------- |
| 1  | 22 tháng 3 năm 2024 | Johan Cruyff Arena, Amsterdam, Hà Lan | 7    | Scotland             | 1–0       | 4–0     | Giao hữu                      |
| 2  | 7 tháng 9 năm 2024  | Philips Stadion, Eindhoven, Hà Lan    | 16   | Bosna và Hercegovina | 2–1       | 5–2     | 2024–25 UEFA Nations League A |
| 3  | 10 tháng 9 năm 2024 | Johan Cruyff Arena, Amsterdam, Hà Lan | 17   | Đức                  | 1–0       | 2–2     | 2024–25 UEFA Nations League A |
| 4  | 20 tháng 3 năm 2025 | De Kuip, Rotterdam, Hà Lan            | 21   | Tây Ban Nha          | 2–1       | 2–2     | 2024–25 UEFA Nations League A |

## Danh hiệu
AC Milan
- Supercoppa Italiana: 2024–25[23]

- Á quân Coppa Italia: 2024–25

Cá nhân
- Serie A Đội hình xuất sắc mùa giải: 2024–25[24]

- Tiền vệ xuất sắc nhất Serie A: 2024–25[25]

- The Athletic Đội hình xuất sắc Serie A mùa giải: 2024–25[26]